# Прогрес М-13М
Прогрес М-13М — транспортний вантажний космічний корабель (ТВК) серії «Прогрес», запущений до Міжнародної космічної станції. На ТВК було зроблено безліч технічних доопрацювань, що дозволяють запустити на ньому транспортно-пусковий контейнер із супутником «Чибис-М». 45-й російський корабель постачання МКС. Серійний номер 413.

## Мета польоту
Доставлення на МКС понад 2600 кг різноманітних вантажів.

## Хроніка польоту
- 30 жовтня 2011, в 14:11:12 (MSK), (10:11:12 GMT) — запуск з космодрому Байконур;[3]
- 2 листопада 2011 в 15:42:00 (MSK) — здійснено стикування з МКС до стикувального вузла на агрегатному відсіку службового модуля «Пірс».
- 23 січня 2012 21:09:35 (UTC) корабель відстикувався від МКС та вирушив в автономний політ.
- 23 січня з борту корабля було запущено супутник «Чибис-М».
- 25 січня після включення двигунів гальмування корабель увійшов у щільні шари атмосфери.

## Перелік вантажів
Сумарна маса всіх вантажів — 2,5 т.
Було доставлено: продукти, воду, кисень, санітарно-гігієнічні засоби, паливо, обладнання для модулів станції і наукових експериментів. Крім того, нинішній екіпаж МКС-29 (росіянин Сергій Волков, американець Майкл Фоссум і японець Сатосі Фурукава) отримають посилки від сімей і психологів.
Крім цих стандартних вантажів, Прогрес привезе на орбіту «Женьшень-2» — пенал з клітинами тису ягідного, що використовується для виділення біологічно активної речовини — паклітакселу, на основі якого виготовляється протипухлинний лікарський засіб «Таксол».

## Фотографії

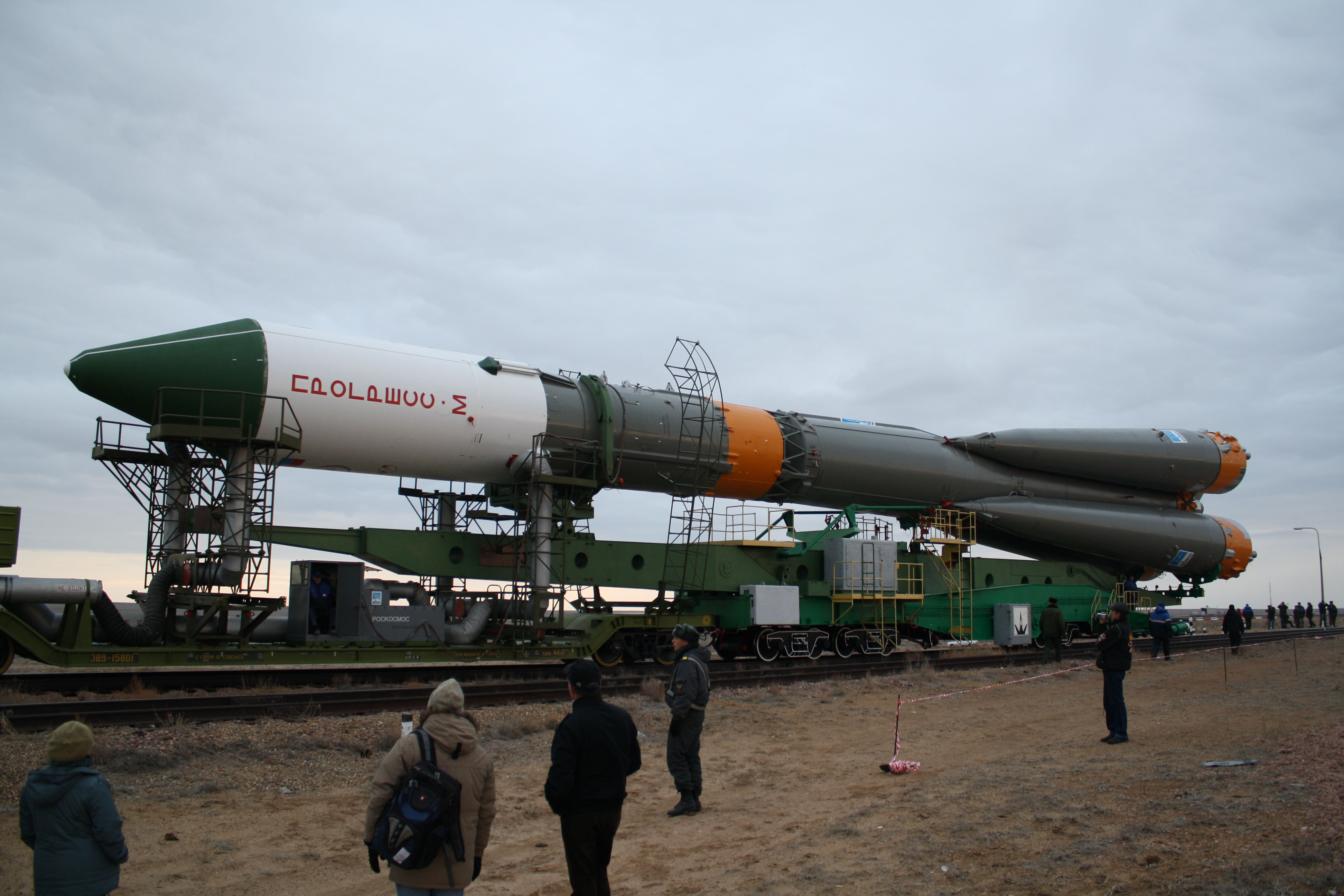
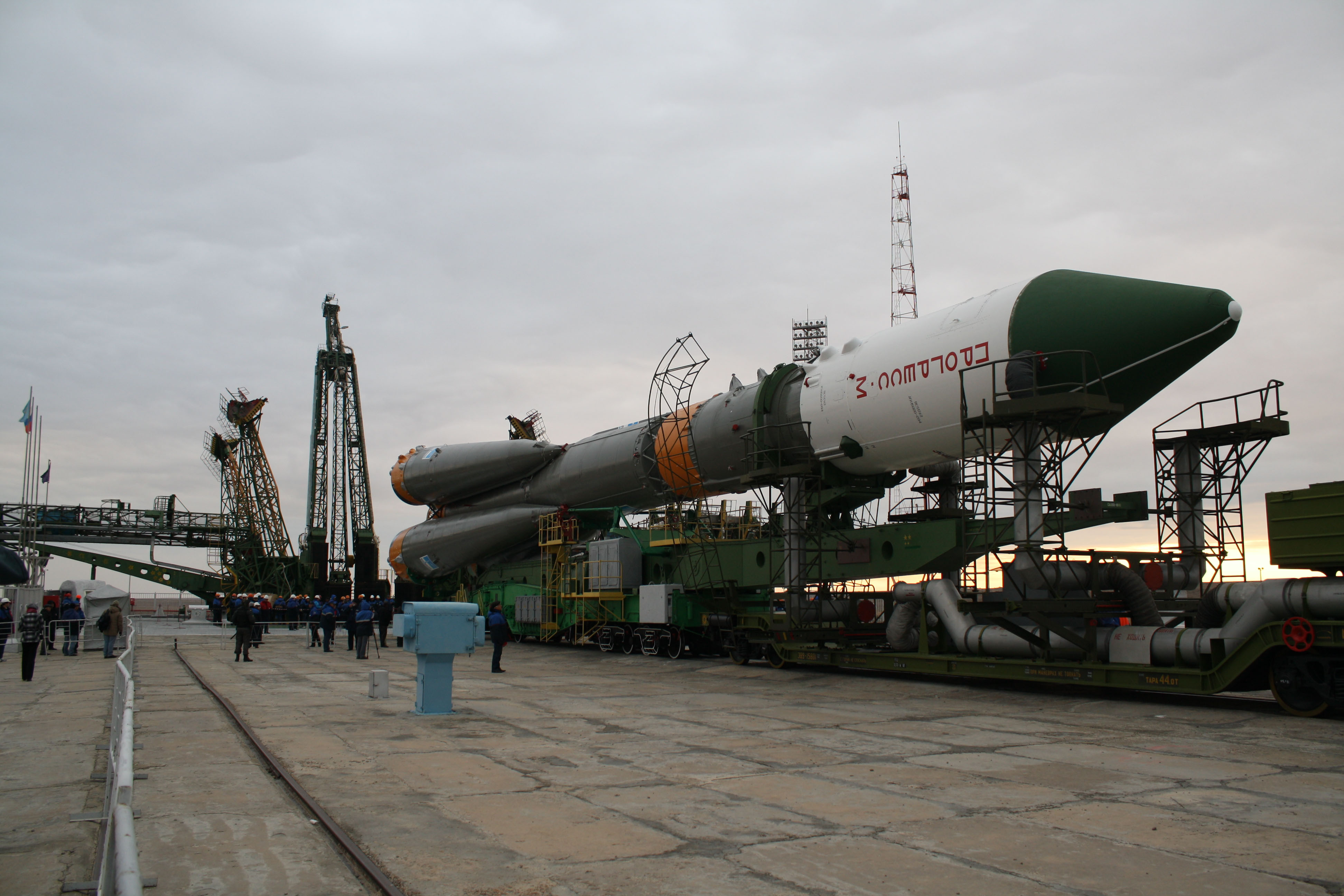
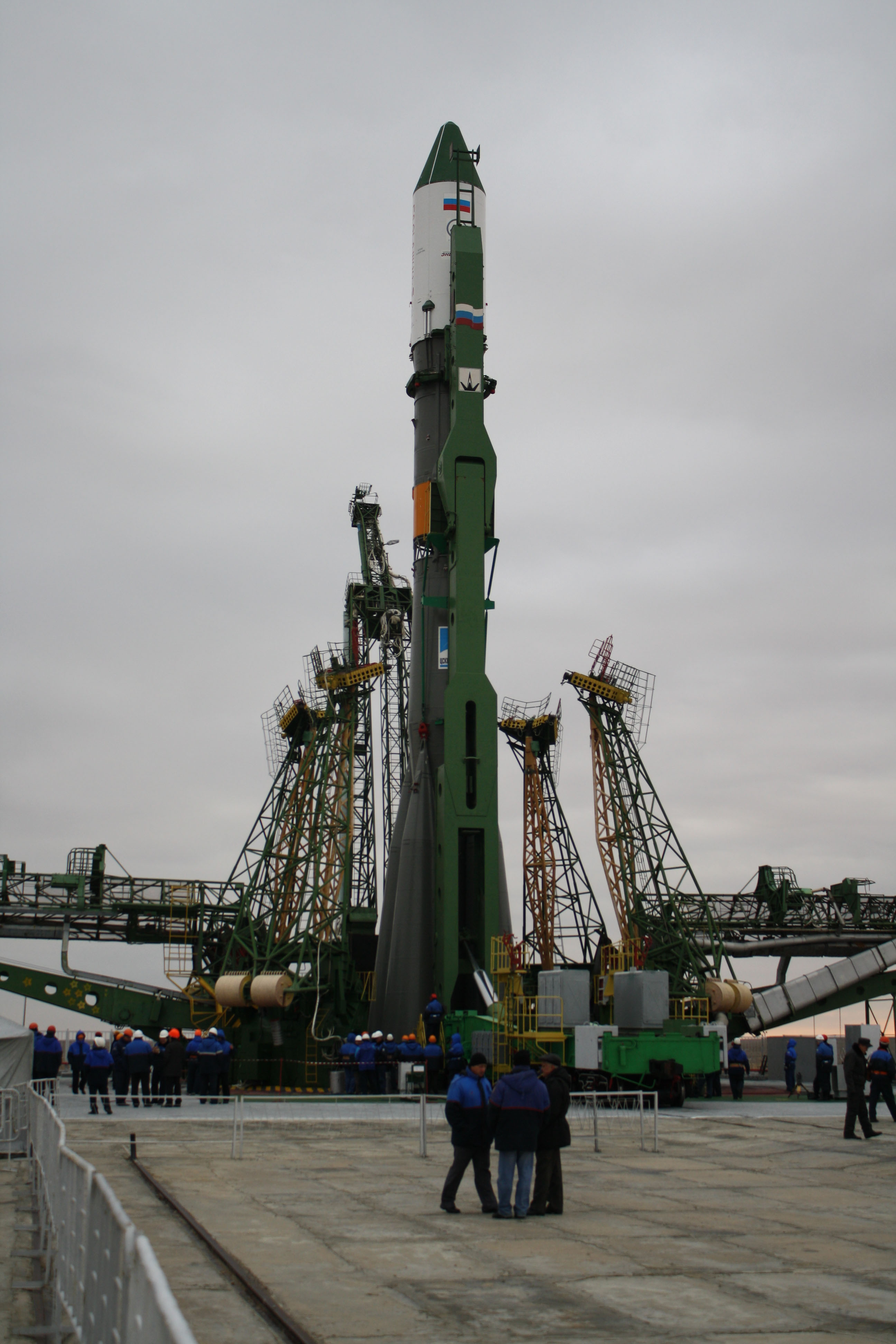
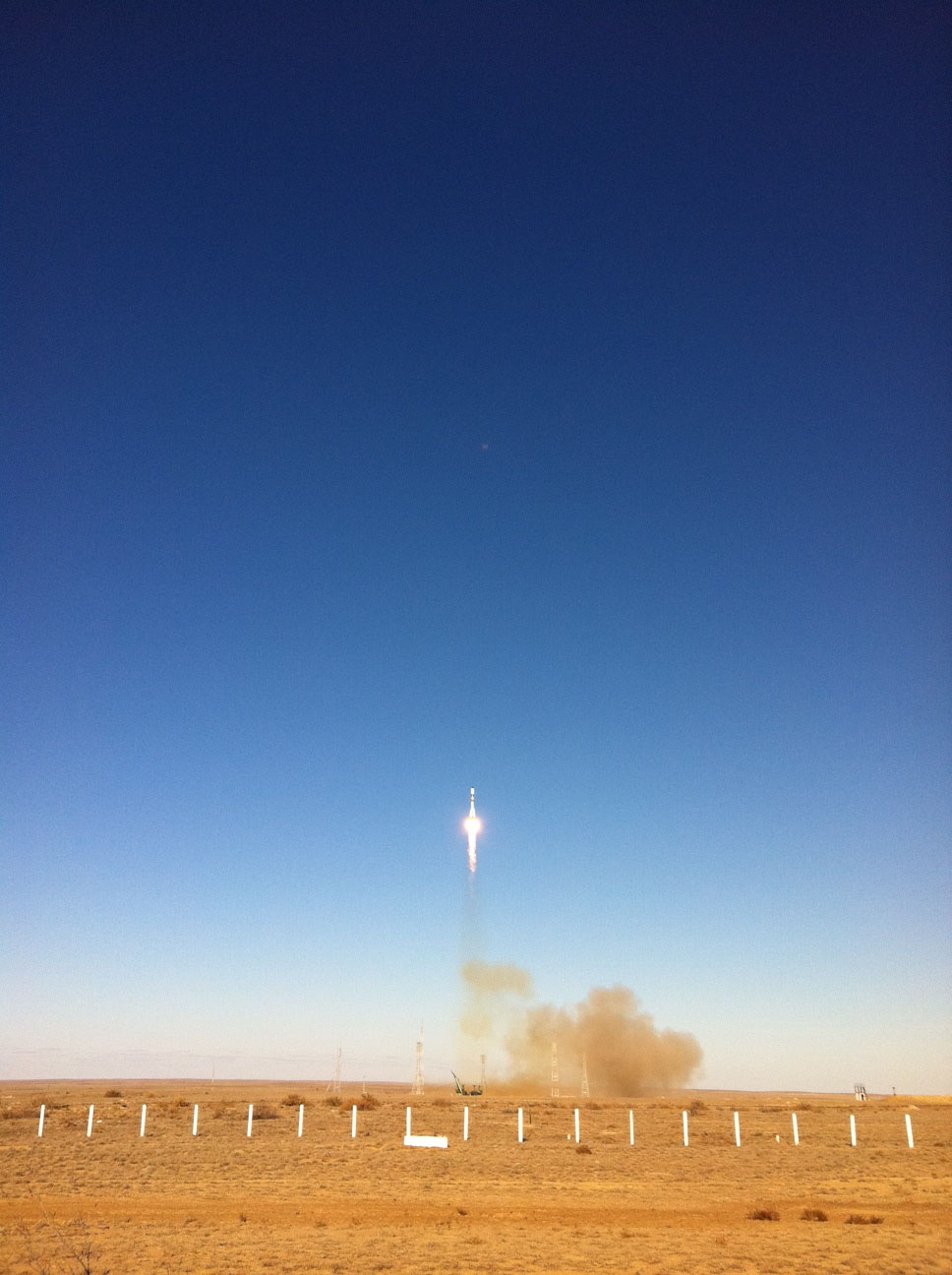
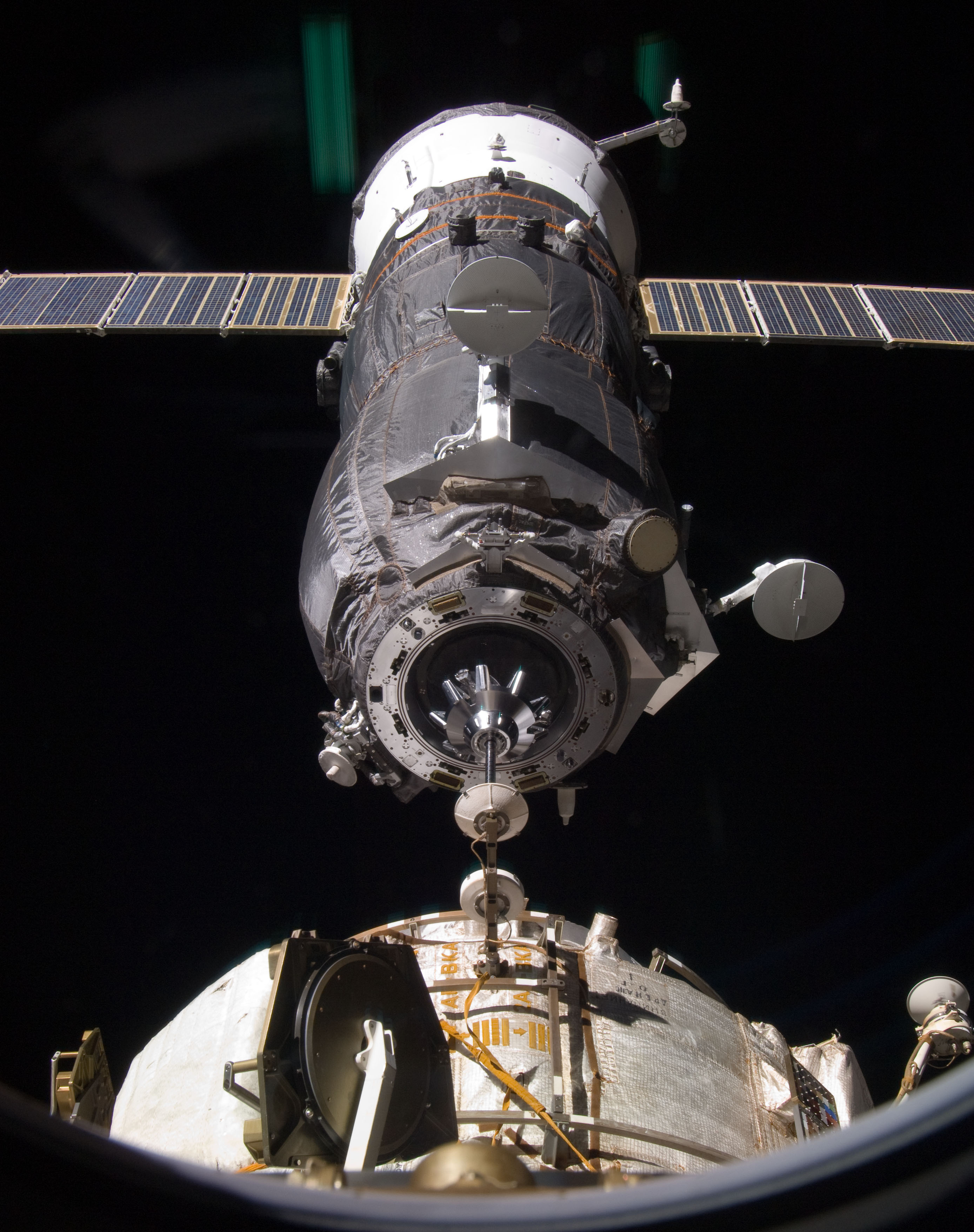
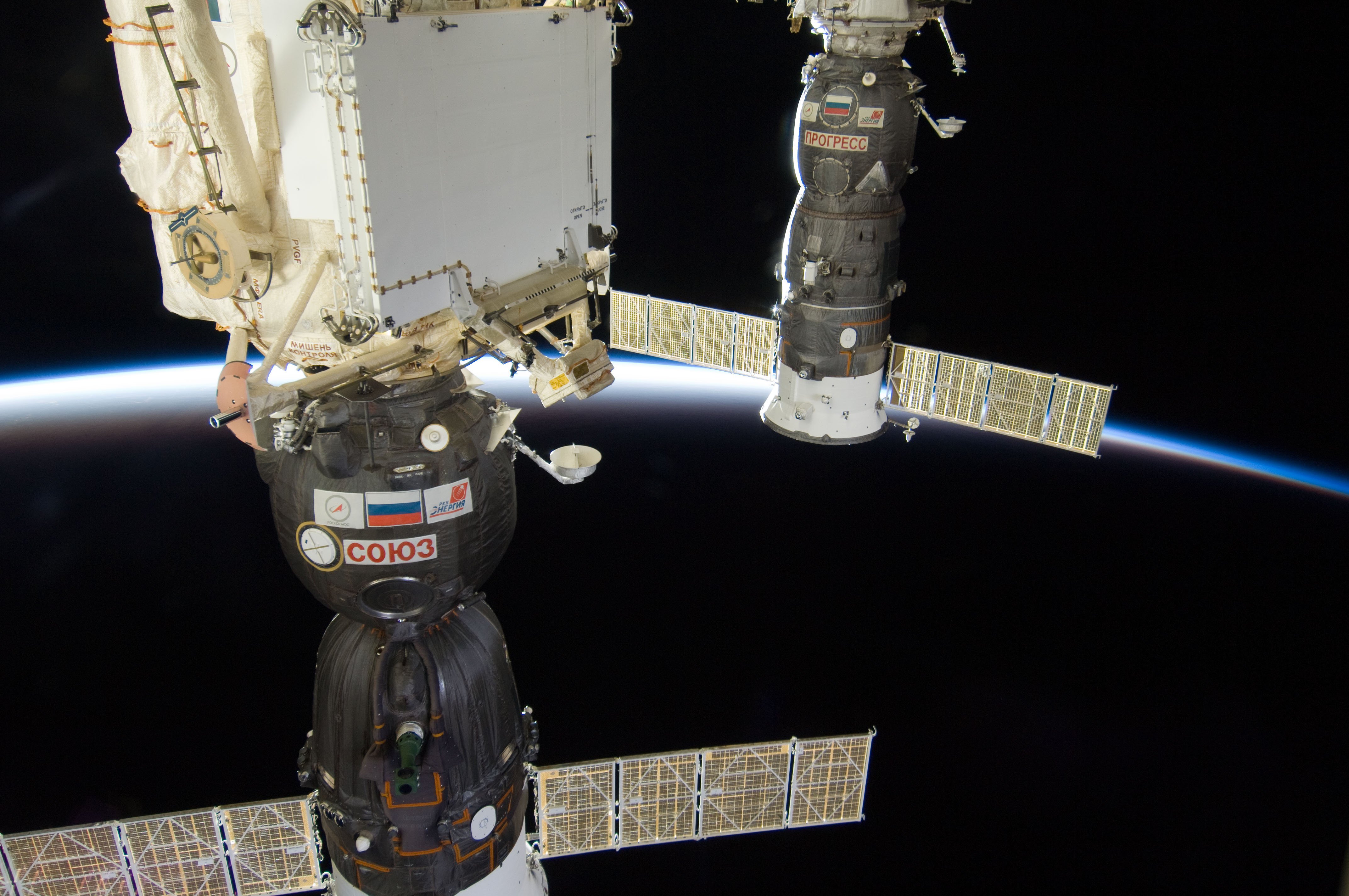
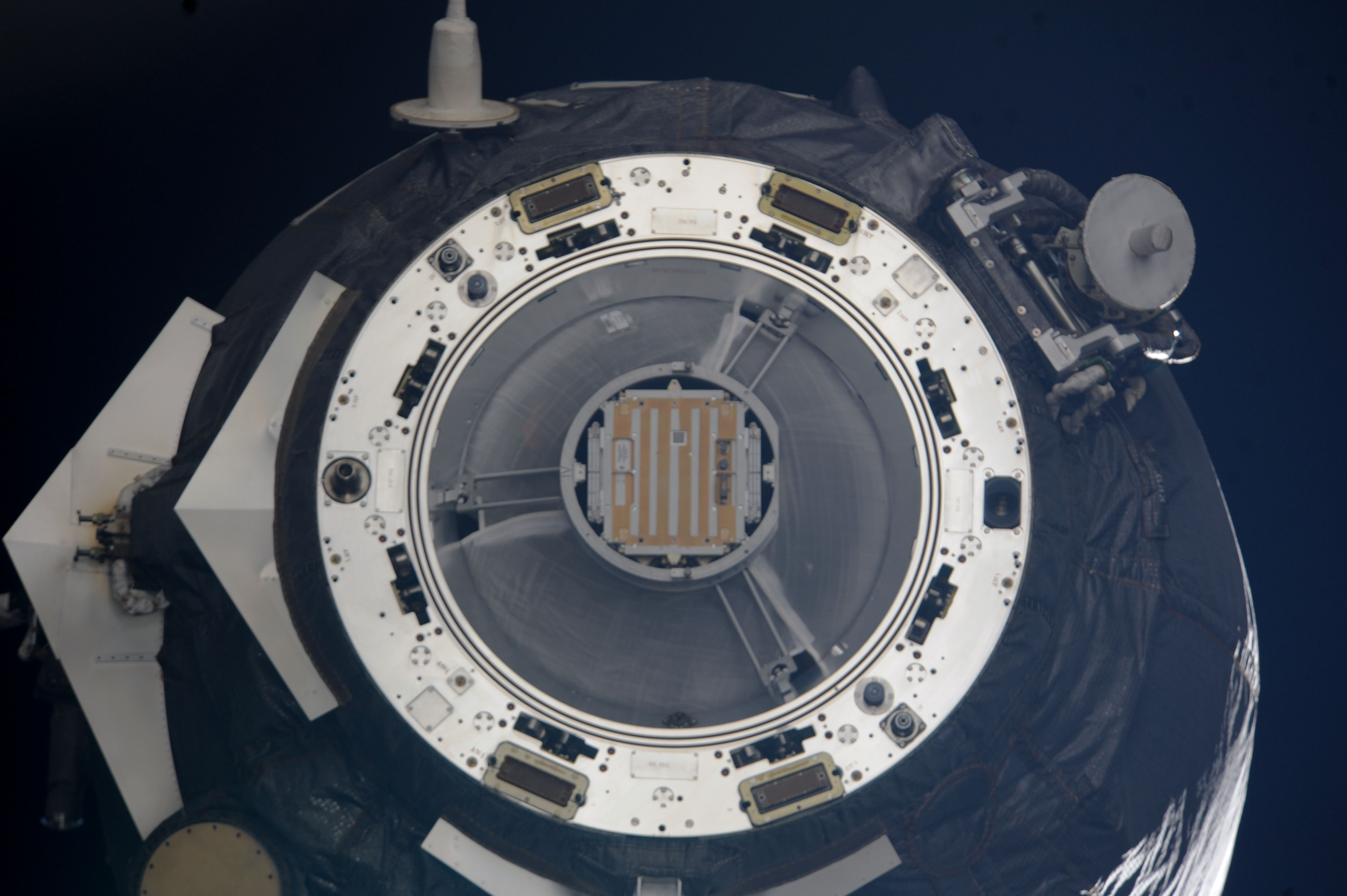
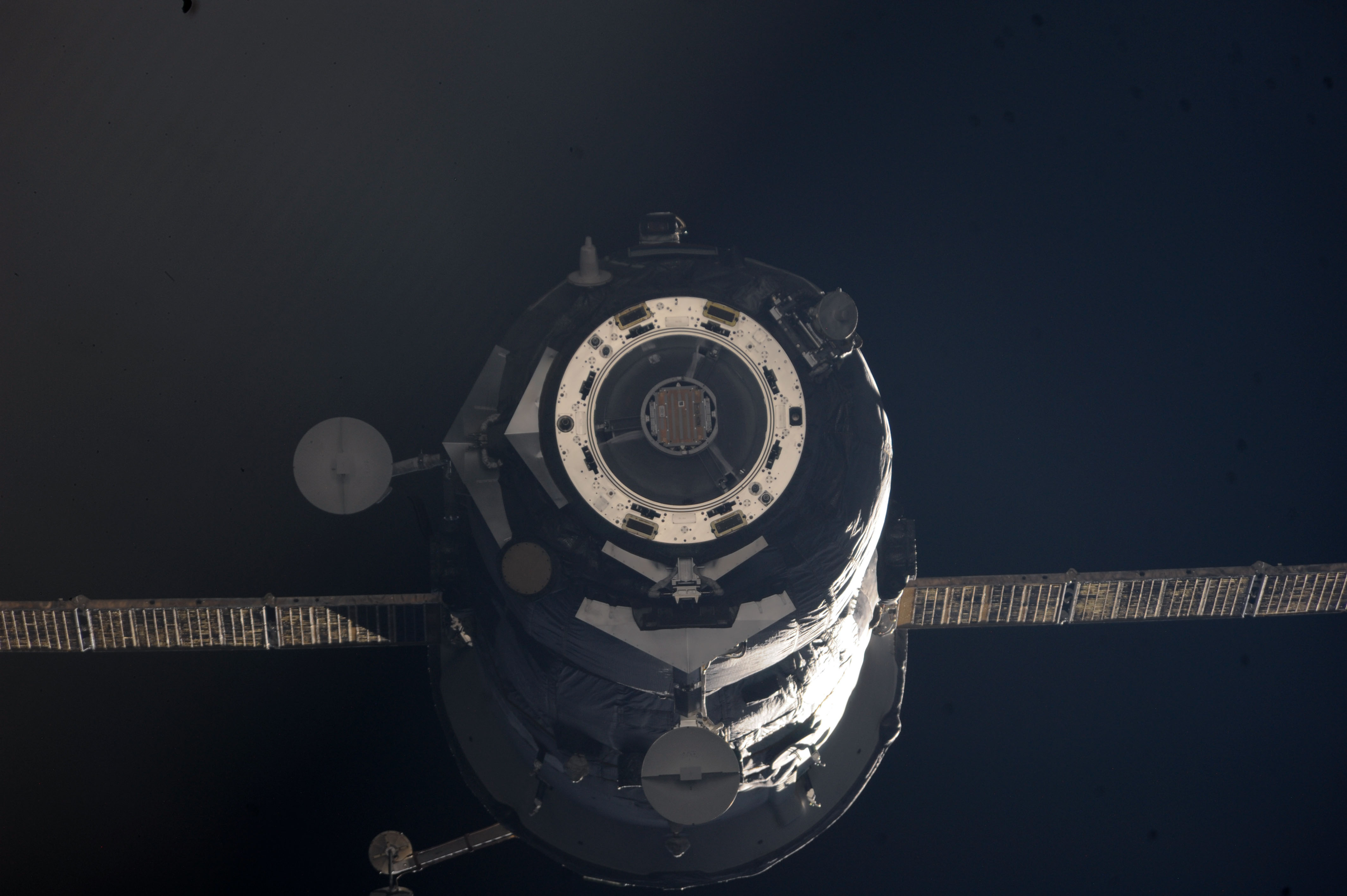